# دردار أرشق
دردار أرشق (الاسم العلمي: Ulmus elegantissima) هو نوع نباتي يتبع جنس الدردار من فصيلة الدردارية.